# Пречистенская набережная
Пречи́стенская на́бережная расположена на левом берегу Москвы-реки в Хамовниках между Новокрымским проездом и Ленивкой.

## Происхождение названия

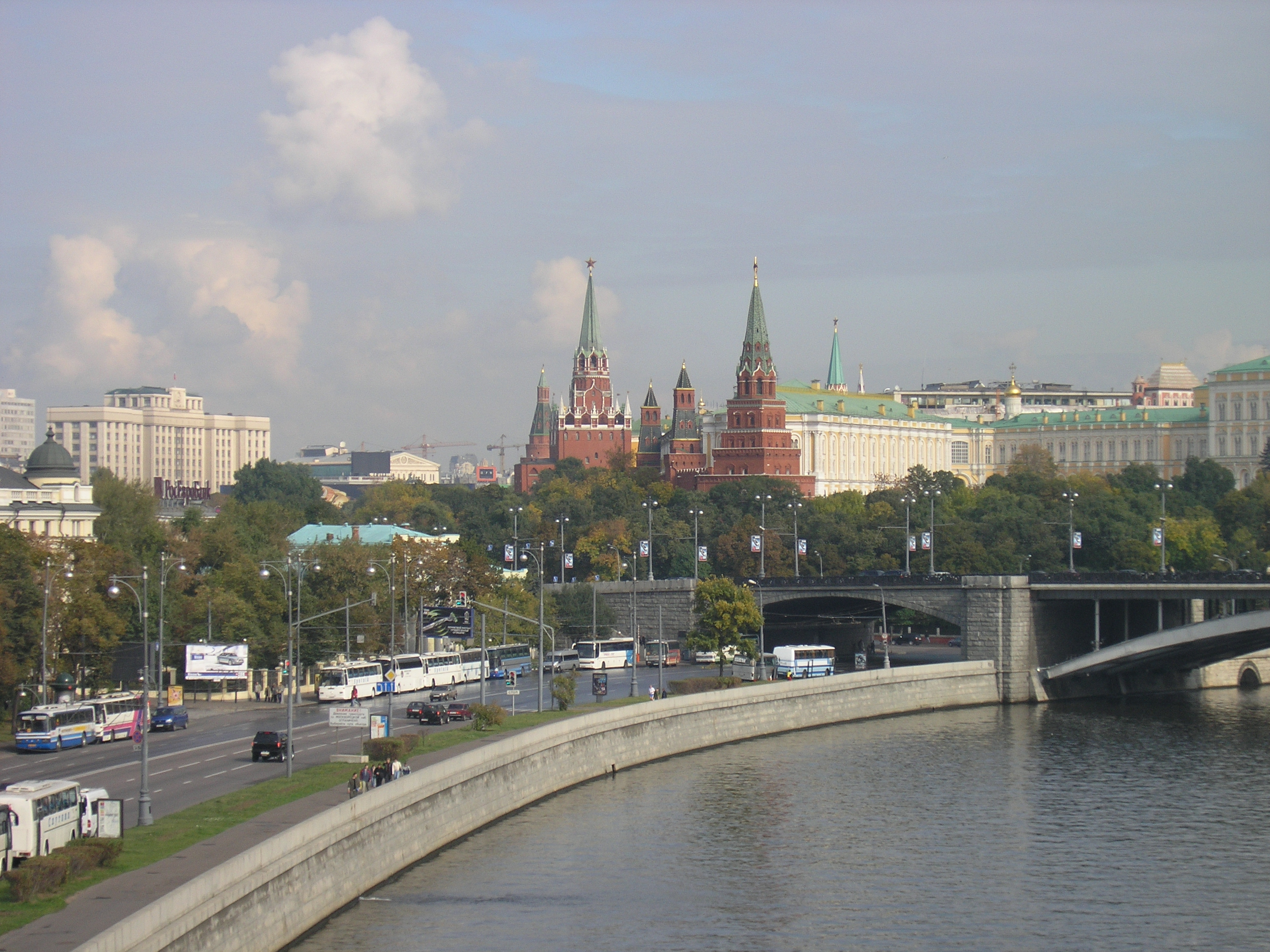
Пречистенская набережная. Вид на Кремль и Большой Каменный мост

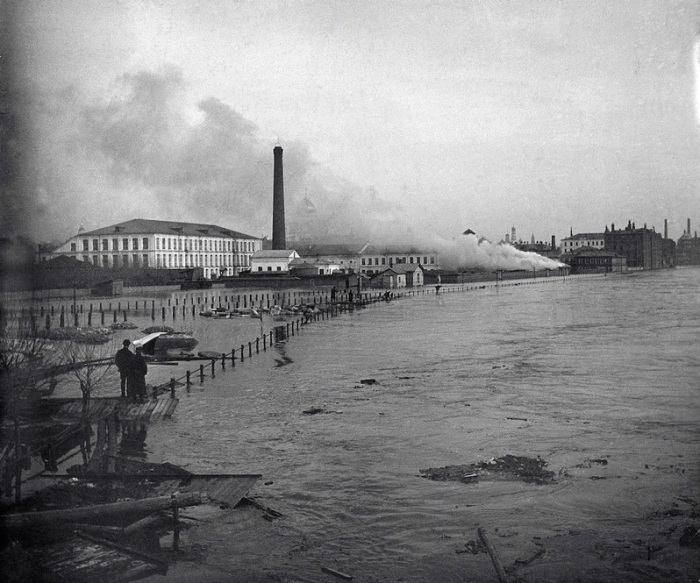
Никольский мост и Пречистенская набережная во время наводнения 1908 года

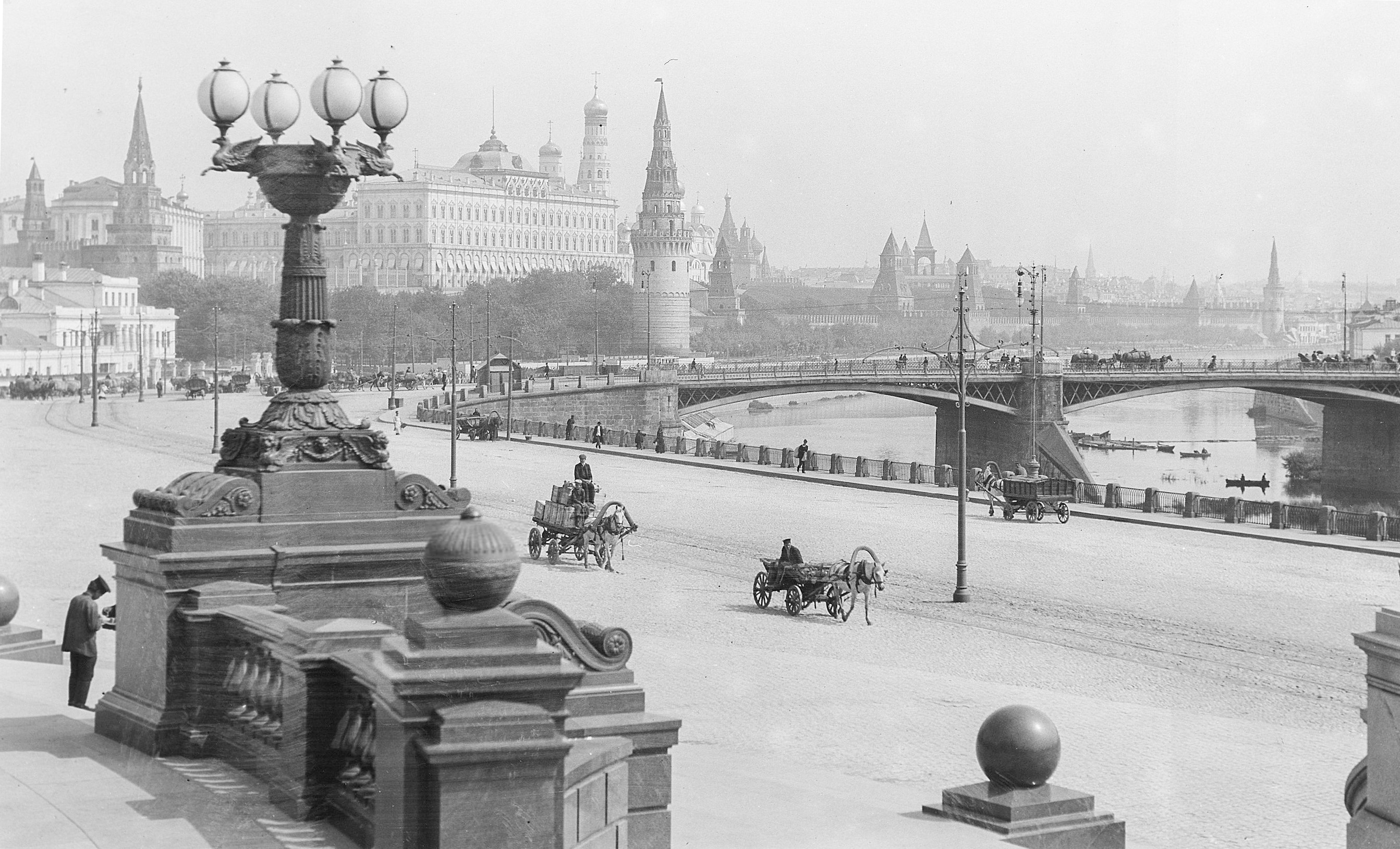
Вид на набережную и Кремль, до 1917 года

Название набережной возникло в XVIII веке по улице Пречистенка и первоначально относилось лишь к части её современной длины. В 1924 году вместе с бывшей набережной Храма Христа Спасителя, которая шла от Соймоновского проезда до Большого Каменного моста, была переименована в Кропоткинскую. В 1993 году набережной было возвращено её историческое название.

## Описание
Пречистенская набережная идёт по левому берегу Москвы-реки как продолжение Фрунзенской набережной за Крымским мостом напротив правобережной Крымской набережной, а затем — Берсеневской набережной Болотного острова. Слева к ней примыкают Новокрымский проезд, Турчанинов, Коробейников, 1-й Зачатьевский переулки и Соймоновский проезд. Затем набережная проходит вдоль Храма Христа Спасителя до улицы Ленивка и под Большим Каменным мостом переходит в Кремлёвскую набережную. Пешеходный Патриарший мост над набережной соединяет ансамбль Храма Христа Спасителя с Болотным островом.

## Здания и сооружения
№ 1, синематограф (электротеатр) и театр миниатюр Г. Г. Солодовникова
Здание построено в 1912—1914 годах, архитектор — Сергей Гончаров. В настоящее время — школа-интернат № 37 (для неслышащих детей).
№ 3, приют для детских трудовых артелей
Здание приюта для детских трудовых артелей, состоящих под покровительством великой княгини Елизаветы Фёдоровны было построено в 1913 году архитектором Ильёй Бондаренко. В настоящее время — временная резиденция посла Австралии в России.
№ 5
ЖК «Кленовый дом»
№ 9
Административное здание (1995, архитекторы А. Скокан, В. Каняшин, Р. Баишев, Ю. Паласамаа), ныне здание занимает «ЮниКредит Банк».
№ 11, Ермаковское электротехническое училище
Здание училища было построено в 1904 году по проекту архитектора Николая Фалеева, работы велись под руководством архитектора Николая Маркова. Это первое в Москве здание, при строительстве которого были применены железобетонные основания и сваи. В настоящее время здание занимает корпус РАНХиГС.
№ 13, стр. 1
№ 15, комплекс Товарищества мануфактур Ивана Бутикова
Архитектор — Адольф Кнабе. В настоящее время сохранившиеся здания комплекса занимает «Мостеплосетьэнергоремонт».
стр. 1, казармы для рабочих
Здание 1891 года постройки.
стр. ?, котельная
Здание 1896 года постройки.
№ 17/19, офисно-жилой центр «Баркли Плаза»
Здание офисно-жилого комплекса «Баркли Плаза», построено в 2003—2008 годах («Сергей Скуратов architects», архитекторы С. Скуратов, Н. Демидов, А. Медведев, Н. Ишутина, П. Шалимов).
№ 19, Клубный жилой комплекс «Курс Хаус»
«Course House», начало строительства в 2007 г. — сдан в 2010 г.. Авторы: архитекторы А. Я. Пантиелев, Р. А. Пантиелев;
№ 29, особняк И. Е. Цветкова.
. Коллекционер Иван Цветков приобрёл пустой участок под строительство здания для своей коллекции за 14 тысяч рублей в 1898 году. Здание в «русском стиле» было построено в 1901 году по эскизам художника Виктора Васнецова, архитектор — Василий Башкиров. В 1909 году дом со всей художественной коллекцией был передан в дар городу (расформирован в 1926 году). В 1917 году архитектором Владимиром Глазовым был осуществлён ремонт здания. В 1942 году дом был передан французской Военной миссии. В настоящее время им владеет военный атташе Франции.
№ 31
Визовый отдел посольства Швейцарии в Москве. Отсюда раньше подавалась купальная вода в Сандуновские бани.
№ 33, особняк И. А. Мазурина
Здание 1886 года постройки, архитектор — И. А. Мазурин
№ 35, особняк А. А. Левенсона
Здание 1897 года постройки, архитектор — К. Гуров; было расширено в 1898 и перестроено в 1901 году по проекту архитектора Фёдора Шехтеля.
№ 1 (по Соймоновскому проезду), доходный дом Перцовой
, здание построено в 1886 году по проекту художника Сергея Малютина архитекторами Борисом Шнаубертом и Николаем Жуковым. С 1908 по 1910 год в подвале здания размещался театр-кабаре «Летучая мышь», после революции в доме находилась мастерская художника Павла Соколова-Скаля, после 1937 года её получил Роберт Фальк, живший в этом же доме. В 1960-х годах дом был расселён и переведён в собственность Министерства иностранных дел.
№ 37, православный храм-часовня
Храм Державной иконы Божией Матери, построен в 1995 году по проекту архитектора А. Н. Оболенского.
№ 43
С 2014 году в нарушение законодательства на участке ведётся строительство гостиницы ООО «ТД „Шатёр“».
№ 45/1, доходный дом
 ЦГФО, здание 1903 года постройки находится на пересечении с улицей Ленивка, архитектор — Василий Мясников. В доме жил архитектор П. П. Щёкотов. В настоящее время здесь размещается строительно-промышленная корпорация «Развитие».
№ 45/1, стр. 1, адрес церкви Похвалы Пресвятой Богородицы
До 1932 года на углу с Всехсвятским проездом находилась Церковь Похвалы Пресвятой Богородицы в Башмаках. Пятиглавая церковь с колокольней, декорированная в духе московского барокко, была построена в 1694 году. В 1900 году архитекторами Петром Ушаковым и Николаем Курдюковым под наблюдением Ивана Машкова была осуществлена её реставрация. Снесена в 1932 году.

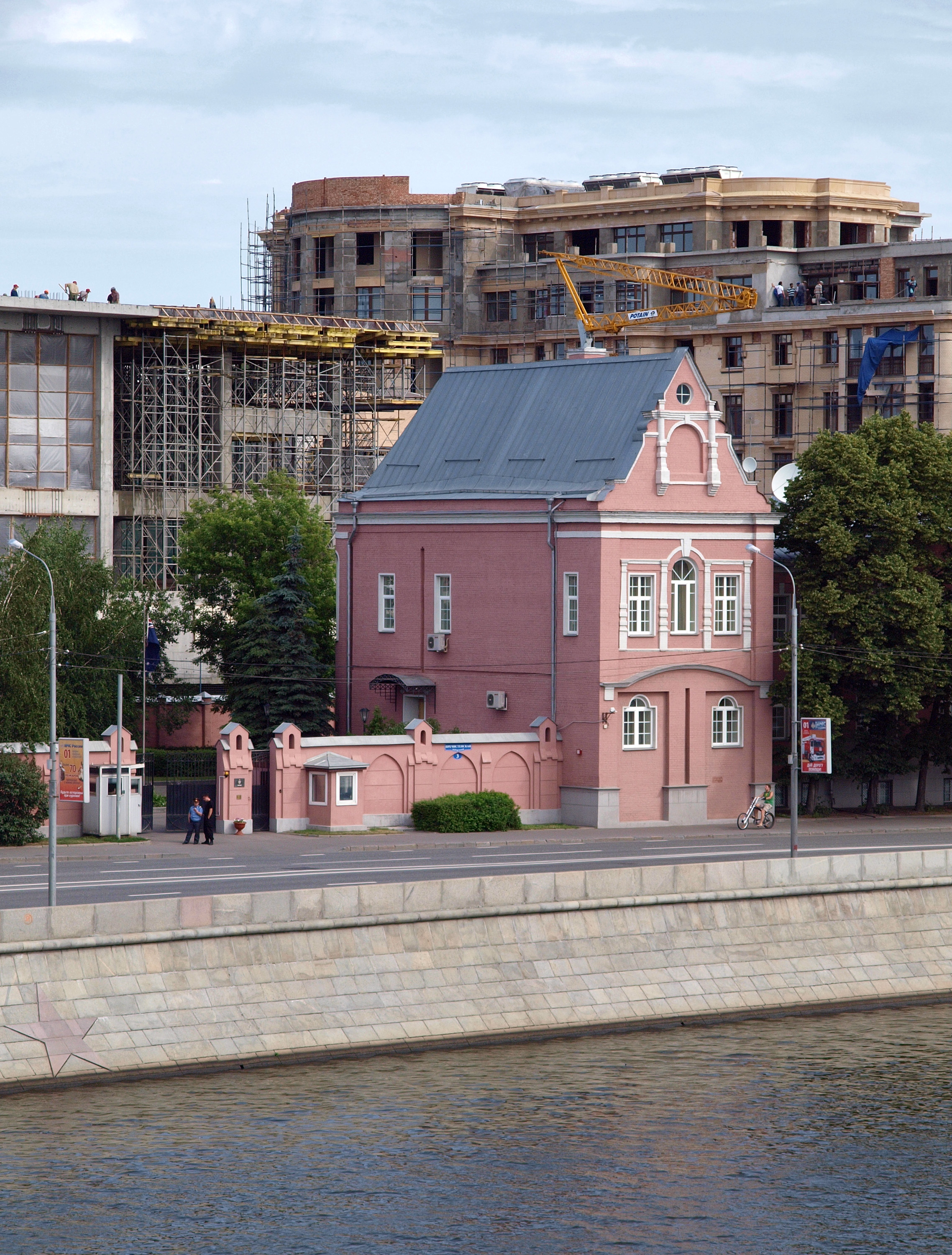
№ 3, Приют для детских трудовых артелей (архитектор — Илья Бондаренко, 1913)
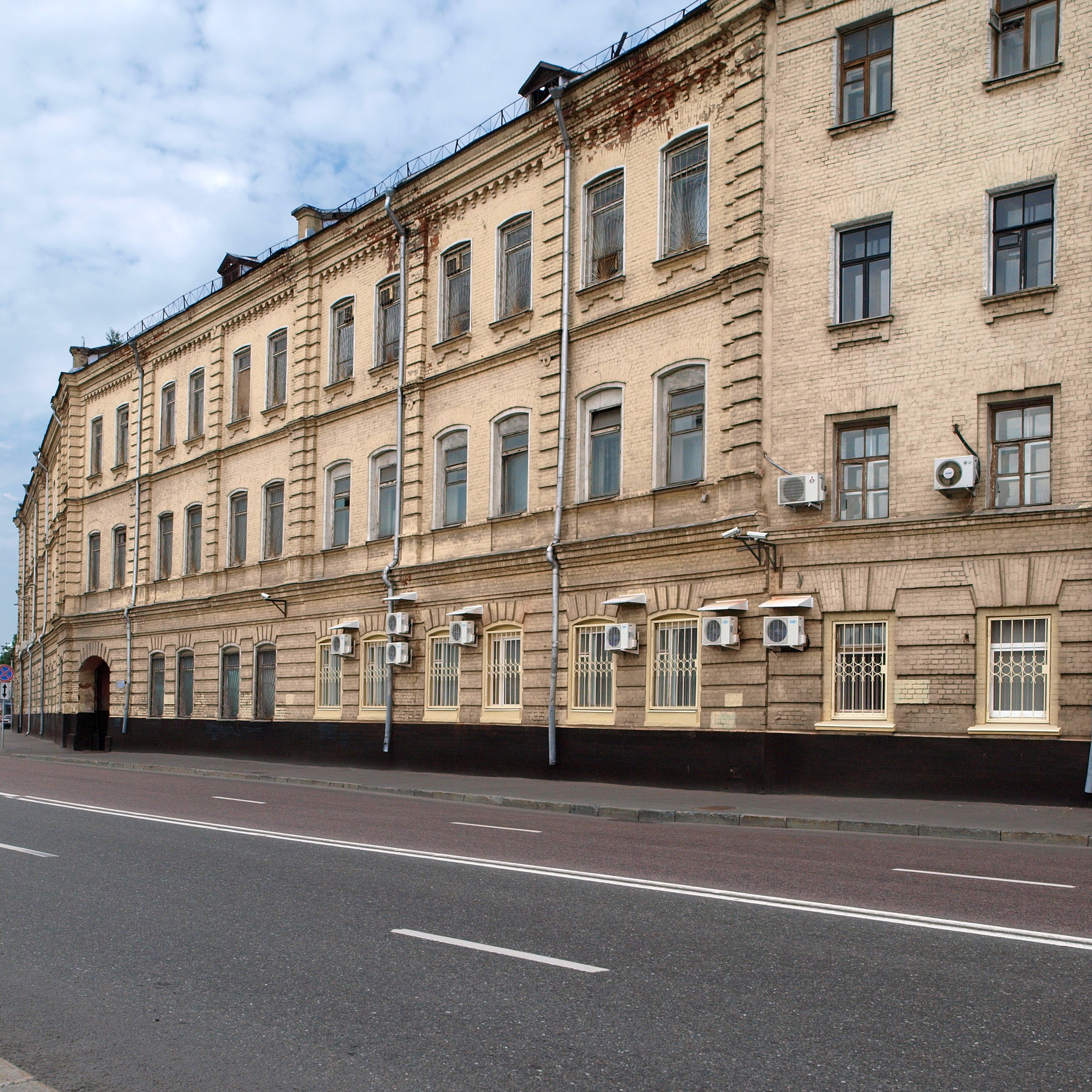
№ 15, стр. 1, казармы для рабочих (архитектор — Адольф Кнабе, 1891)
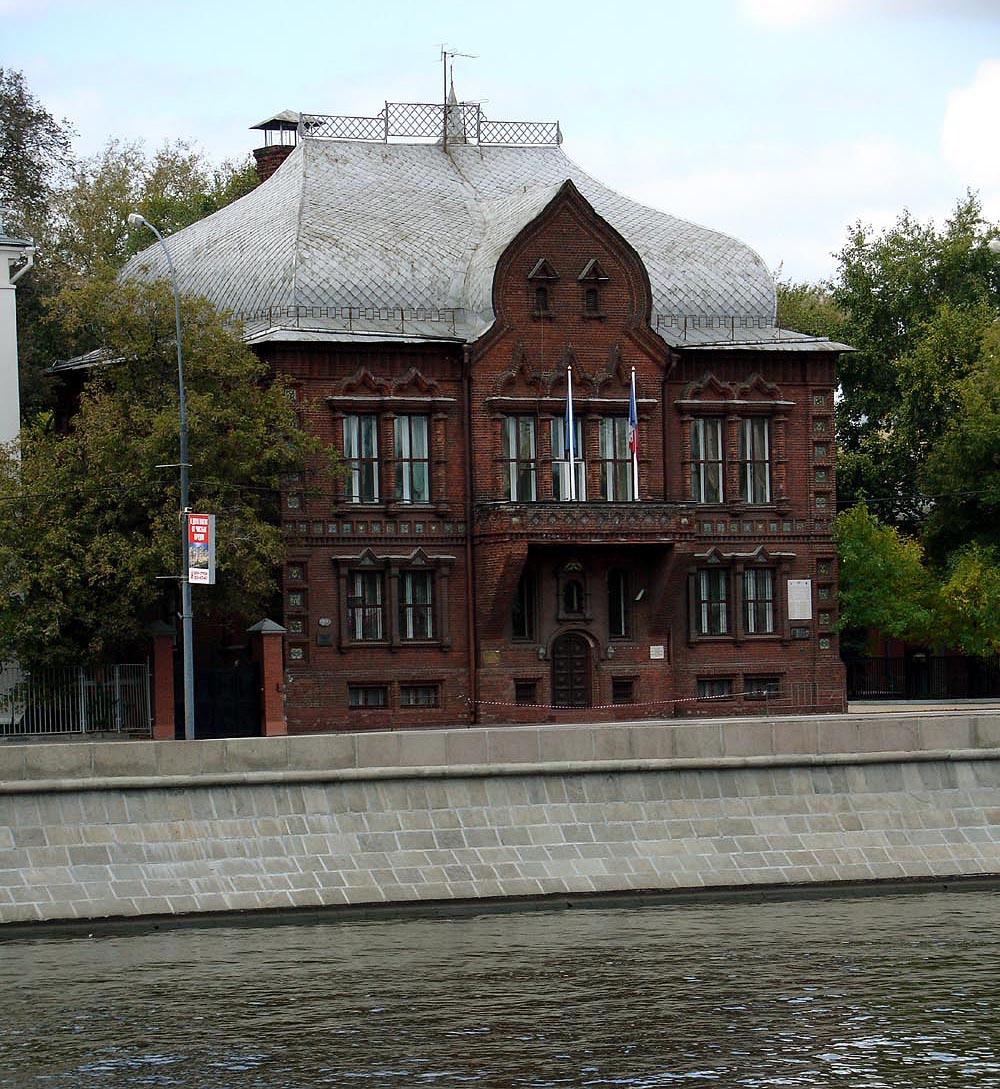
№ 29, особняк Цветкова (Василий Башкиров по эскизам Виктора Васнецова, 1901)
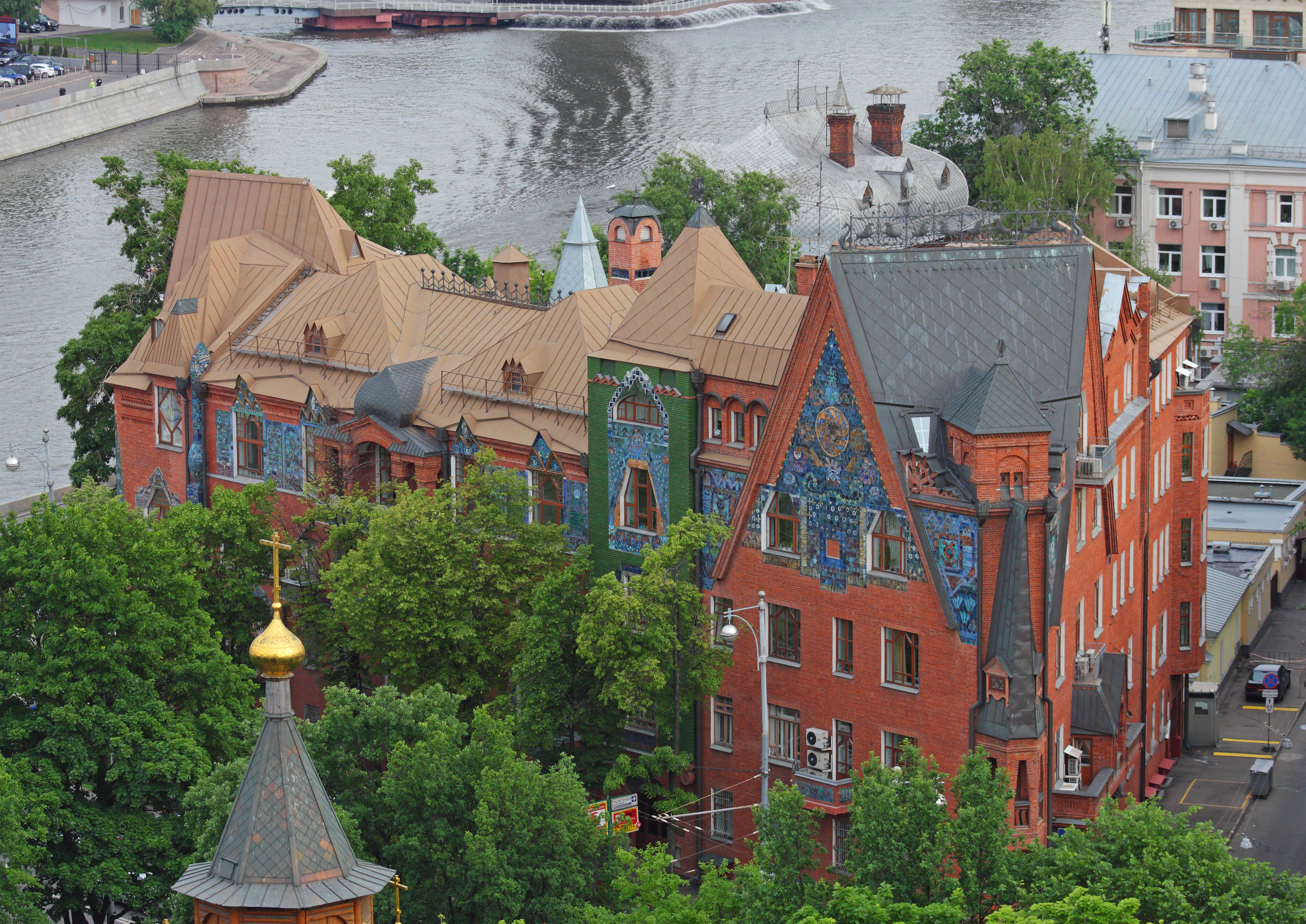
Дом Перцовой, 1886 (угол Соймоновского проезда)
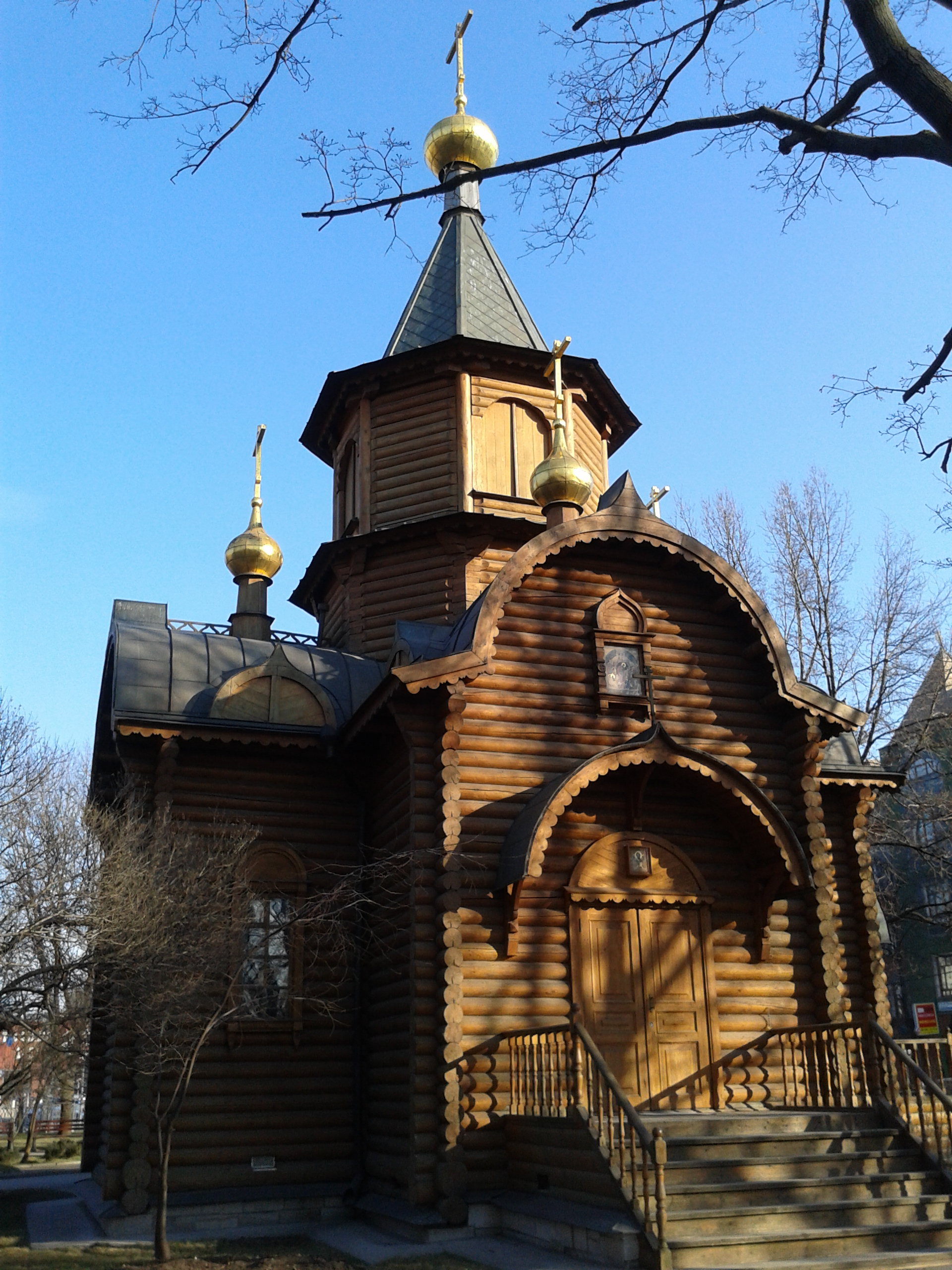
№ 37, храм Державной иконы Божией Матери, 1995
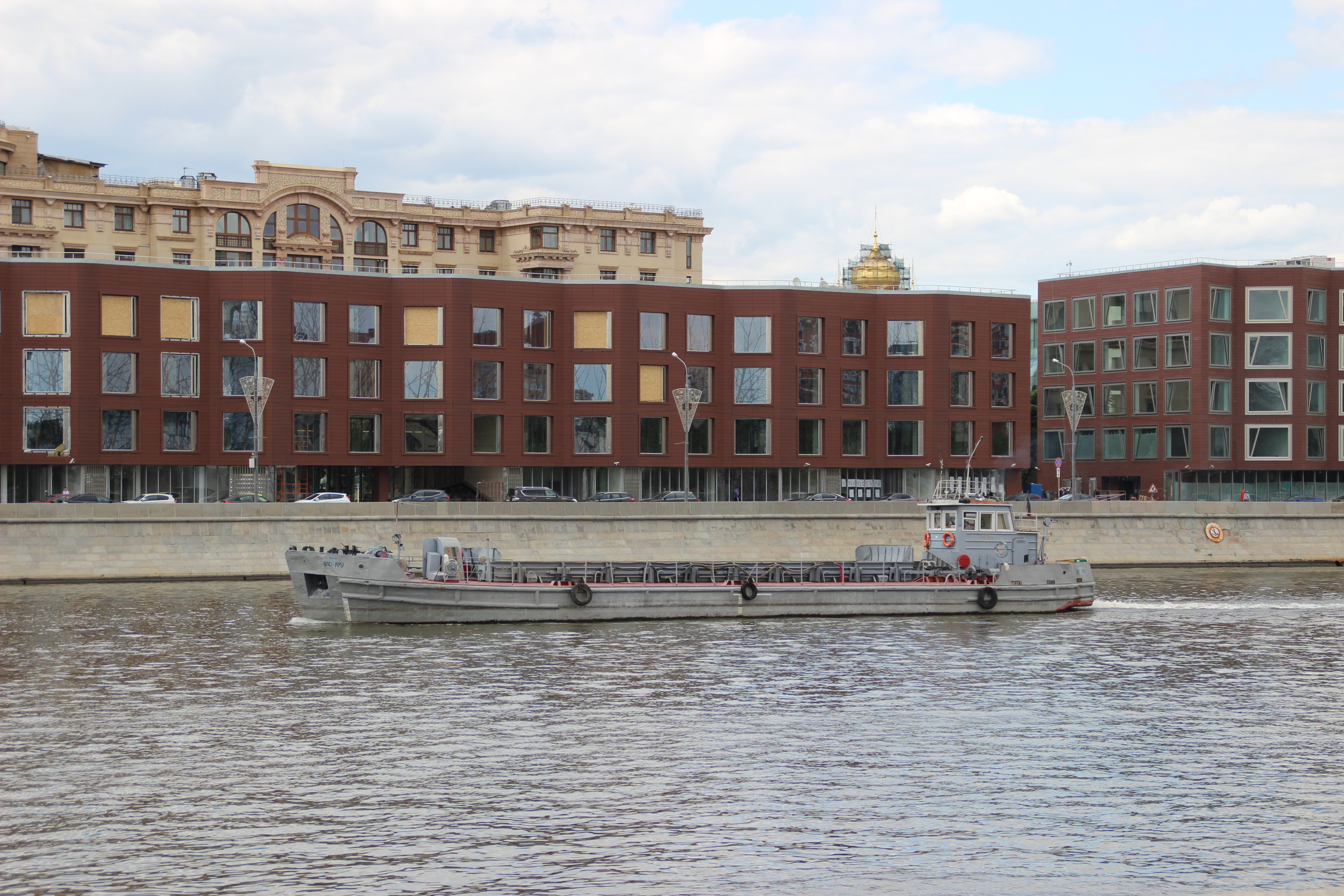
№ 5, ЖК «Кленовый дом»

## Общественный транспорт
- Станции метро «Парк культуры» (радиальная) и «Парк культуры» (кольцевая) — в 230 метрах от начала набережной.
- Станция метро «Кропоткинская» — в 420 метрах от пересечения с Соймоновским проездом.
- На участке набережной от Соймоновского проезда до Кремлёвской набережной проходит маршрут автобуса № с755.